# Каорле
Ка́орле (итал. Caorle) — коммуна в Италии, располагается в провинции Венеция области Венеция.
Население составляет 11 801 человек (на 2004 г.), плотность населения составляет 75 чел./км². Занимает площадь 151 км². Почтовый индекс — 30021. Телефонный код — 0421.
Покровителем коммуны почитается святой первомученик Стефан. Праздник ежегодно празднуется 26 декабря.
В октябре 2010 года в Каорле проходил Чемпионат Мира по карате версии WKC.